# Нурсе, Роберто
Роберто Антонио Нурсе Ангуиано (исп. Roberto Antonio Nurse Anguiano; род. 16 декабря 1983[…], Куэрнавака) — мексиканский и панамский футболист, нападающий. Выступал за сборную Панамы.
Роберто родился в семье панамца и мексиканки.

## Клубная карьера
Нурес начал карьеру в клубе «Колибрис де Морелос». 15 марта 2003 года в матче против «Сан-Луиса» он дебютировал в мексиканской Примере. Роберто не смог завоевать место в основе и спустя полгода перешёл в «Сакатепек». В первом же сезоне за новую команду он стал её лучшим бомбардиром. Летом 2004 года Нурсе перешёл в «Керетаро». Забив 16 мячей в 38 поединках, он помог клубу выйти в элиту.
Летом 2005 году Роберто вернулся в элиту, заключив контракт с «Атланте». За клуб из Канкуна он не смог забить ни одного гола и был переведён в запас. Реанимировать карьеру Нурсе смог в «Леоне», став лучшим снайпером команды.
В 2006 году Роберто вернулся в «Керетаро». Забив всего 1 гол в 14 матчах он был отдан в аренду в «Селаю». После возвращения в «Керетаро» Нурсе стал лучшим бомбардиром команды. Летом 2008 года Роберто перешёл в американский «Чивас США». 9 августа в матче против «Канзас-Сити» он дебютировал в MLS. Приняв участие в 5 поединках Роберто вернулся в Мексику, подписав контракт с «Веракрус». 25 января в матче против «Пумас Морелос» он дебютировал за новую команду. 26 февраля в поединке против «Тампико Мадейро» Нурсе забил свой первый гол за «акул». Из-за низкой результативности и для получения игровой практики Роберто на правах аренды выступал за «Геррерос» и «Крус Асуль Идальго».
В 2011 году Нурсе присоединился к клубу «Ла-Пьедад». 31 июля в матче против «Ирапуато» он дебютировал за новую команду. В этом же поединке Роберто сделал хет-трик. Забив 20 мячей в 31 матче он стал лучшим бомбардиром команды, а также помог ей выйти в финал Лиги Ассенсо. Летом 2012 года он перешёл в «Коррекаминос». 21 июля в матче против «Крус Асуль Идальго» Нурсе дебютировал за новую команду. 4 августа в поединке против «Кафеталерос де Тапачула» он забил свой первый гол за команду. В 2014 году Роберто стал лучшим бомбардиром Лиги Ассенсо. В начале 2015 года он на правах аренды перешёл в «Дорадос де Синалоа». 10 января в матче против своего бывшего клуба «Атланте» Нурсе дебютировал за новую команду. 18 января в поединке против «Атлетико Сан-Луис» Роберто забил свой первый гол за «Дорадос». В матчах против «Селайи», «Коррекаминос» и «Алебрихес де Оахака» он сделал три хет-трика. Забив 14 голов в 17 матчах Нурсе во второй раз лучшим бомбардиром второго мексиканского дивизиона, а «Дорадос» выкупил его трансфер.

## Международная карьера
Роберто принял решение выступать за сборную Панамы, где родился его отец. 1 июня 2014 года того же года в товарищеском матче против сборной Сербии он дебютировал за сборную Панамы. 7 сентября 2014 года в поединке Центральноамериканского кубка против сборной Коста-Рики Нурсе забил свой первый гол за национальную сборную.
В 2015 году Роберто стал бронзовым призёром Золотого кубка КОНКАКАФ. На турнире он сыграл в матчах против сборных Мексики и дважды США. В поединке против американцев Нурсе забил гол.
В 2016 году Нурсе попал в заявку сборной на участие в Кубке Америки в США. На турнире он сыграл в матче против команды Чили.

### Голы за сборную Панамы
| #   | Дата            | Место                               | Противник  | Счёт | Результат | Соревнование                      |
| --- | --------------- | ----------------------------------- | ---------- | ---- | --------- | --------------------------------- |
| 01. | 7 сентября 2014 | Коттон Боул, Даллас, США            | Коста-Рика | 2:0  | 2:2       | Центральноамериканский кубок 2014 |
| 02. | 14 ноября 2014  | Кускатлан, Сан-Сальвадор, Сальвадор | Сальвадор  | 1:3  | 1:3       | Товарищеский матч                 |
| 03. | 25 июля 2015    | Тален Энерджи Стэдиум, Честер, США  | США        | 1:0  | 1:1       | Золотой кубок КОНКАКАФ 2015       |

## Достижения
Международные
```
Панама
```

- Бронзовый призёр Золотого кубка КОНКАКАФ — 2015

Индивидуальные
- Лучший бомбардир Лиги Ассенсо — Клаусура 2014, Клаусура 2015